# Biharnagybajom
Biharnagybajom är en ort i Ungern.   Den ligger i provinsen Hajdú-Bihar, i den centrala delen av landet, 170 km öster om huvudstaden Budapest. Biharnagybajom ligger 86 meter över havet och antalet invånare är 2 936.
Terrängen runt Biharnagybajom är mycket platt. Runt Biharnagybajom är det ganska glesbefolkat, med 39 invånare per kvadratkilometer. Närmaste större samhälle är Püspökladány, 14,2 km nordväst om Biharnagybajom. Trakten runt Biharnagybajom består till största delen av jordbruksmark.